# لويس أ. غرانت
لويس أ. غرانت (بالإنجليزية: Lewis A. Grant)‏ هو ضابط أمريكي، ولد في 17 يناير 1828 في وينهول في الولايات المتحدة، وتوفي في 20 مارس 1918 في منيابولس في الولايات المتحدة.